# Tommy Haas
Thomas Mario Haas (Hamburg, 1978. április 3. –) német hivatásos teniszező. 13 éves kora óta az Amerikai Egyesült Államokban él. Eddigi karrierje során 13 ATP-tornát nyert meg, amik közül a legfontosabb a 2001-es stuttgarti Masters-tornán aratott sikere. Legmagasabb világranglista helyezése 2., melyet 2002-ben ért el. Háromszor jutott be az Australian Open elődöntőjébe, valamint egyszer a wimbledoni tornán is sikerült ez neki. Ez a legjobb eredménye Grand Slam-tornákon. A sydney-i olimpián ezüstérmet szerzett egyéniben, miután az elődöntőben legyőzte Roger Federert, a döntőben Jevgenyij Kafelnyikovtól szenvedett vereséget.

## ATP-döntői

### Egyéni

#### Győzelmei (13)
| Összesítés                                            | Összesítés |
| ----------------------------------------------------- | ---------- |
| Grand Slam-torna                                      | (0)        |
| ATP World Tour Masters 1000 / ATP Masters Series      | (1)        |
| ATP World Tour 500 Series / International Series Gold | (4)        |
| ATP World Tour 250 Series / International Series      | (8)        |
| ATP World Tour Finals / Tennis Masters Cup            | (0)        |
| Olimpiai aranyérem                                    | (0)        |

|    | Dátum               | Torna                                            | Borítás          | Ellenfél a döntőben | Eredmény a döntőben |
| 1  | 1999. február 15.   | Regions Morgan Keegan Championships, Memphis     | Kemény (fedett)  | Jim Courier         | 6-4, 6-1            |
| 2  | 2001. január 1.     | Next Generation Adelaide International, Adelaide | Kemény           | Nicolas Massu       | 6-3, 6-1            |
| 3  | 2001. augusztus 20. | TD Waterhouse Cup, Long Island                   | Kemény           | Pete Sampras        | 6-3, 3-6, 6-2       |
| 4  | 2001. október 8.    | BA-CA TennisTrophy, Bécs                         | Kemény (fedett)  | Guillermo Cañas     | 6-2, 7-6, 6-4       |
| 5  | 2001. október 15.   | Masters Series Stuttgart, Stuttgart              | Szőnyeg (fedett) | Makszim Mirni       | 6-2, 6-2, 6-2       |
| 6  | 2004. április 12.   | U.S. Men's Clay Court Championships, Houston     | Salak            | Andy Roddick        | 6-3, 6-4            |
| 7  | 2004. július 12.    | Countrywide Classic, Los Angeles                 | Kemény           | Nicolas Kiefer      | 7-6, 6-4            |
| 8  | 2006. február 5.    | International Tennis Championships, Delray Beach | Kemény           | Xavier Malisse      | 6-3, 3-6, 7-6       |
| 9  | 2006. február 26.   | Regions Morgan Keegan Championships, Memphis     | Kemény (fedett)  | Robin Söderling     | 6-3, 6-2            |
| 10 | 2006. július 30.    | Countrywide Classic, Los Angeles                 | Kemény           | Dmitrij Turszunov   | 4-6, 7-5, 6-3       |
| 11 | 2007. február 25.   | Regions Morgan Keegan Championships, Memphis     | Kemény (fedett)  | Andy Roddick        | 6-3, 6-2            |
| 12 | 2009. június 14.    | Gerry Weber Open, Halle                          | Fű               | Novak Đoković       | 6–3, 6–7(4), 6–1    |
| 13 | 2012. június 17.    | Gerry Weber Open, Halle                          | Fű               | Roger Federer       | 7–6, 6–4            |

#### Elvesztett döntői (11)
|    | Dátum                | Torna                              | Borítás          | Ellenfél a döntőben   | Eredmény a döntőben     |
| 1  | 1997. október 13.    | Grand Prix de Tennis de Lyon, Lyon | Szőnyeg (fedett) | Fabrice Santoro       | 4-6, 4-6                |
| 2  | 1998. október 19.    | Grand Prix de Tennis de Lyon, Lyon | Szőnyeg (fedett) | Àlex Corretja         | 6-2, 6-7, 1-6           |
| 3  | 1999. január 11.     | Heineken Open, Auckland            | Kemény           | Sjeng Schalken        | 4-6, 4-6                |
| 4  | 1999. július 19.     | Mercedes Cup, Stuttgart            | Salak            | Magnus Norman         | 7-6, 6-4, 6-7, 0-6, 3-6 |
| 5  | 1999. szeptember 27. | Grand Slam Cup, München            | Kemény           | Greg Rusedski         | 3-6, 4-6, 7-6, 6-7      |
| 6  | 2000. május 1.       | BMW Open, München                  | Salak            | Franco Squillari      | 4-6, 4-6                |
| 7  | 2000. szeptember 18. | Olimpiai játékok, Sydney           | Kemény           | Jevgenyij Kafelnyikov | 6-7, 6-3, 2-6, 6-4, 3-6 |
| 8  | 2000. október 9.     | BA-CA TennisTrophy, Bécs           | Kemény (fedett)  | Tim Henman            | 4-6, 4-6, 4-6           |
| 9  | 2002. május 6.       | Rome Masters, Róma                 | Salak            | Andre Agassi          | 3-6, 3-6, 0-6           |
| 10 | 2012. július 22.     | German Open Hamburg, Hamburg       | Salak            | Juan Mónaco           | 5-7, 4-6                |
| 11 | 2012. augusztus 5.   | Citi Open, Washington              | Kemény           | Olekszandr Dolhopolov | 7-6(7), 4-6, 1-6        |

### Páros

#### Győzelmei (1)
|   | Dátum             | Torna              | Borítás         | Partner        | Ellenfelek a döntőben           | Eredmény a döntőben |
| 1 | 2009. február 15. | SAP Open, San José | Kemény (fedett) | Radek Štěpánek | Rohan Bopanna / Jarkko Nieminen | 6-2, 6-3            |

## Eredményei Grand Slam-tornákon
| Grand Slam | Australian Open | Australian Open             | Roland Garros | Roland Garros       | Wimbledon | Wimbledon             | US Open   | US Open               |
| Év         | Eredmény        | Utolsó ellenfél             | Eredmény      | Utolsó ellenfél     | Eredmény  | Utolsó ellenfél       | Eredmény  | Utolsó ellenfél       |
| 1996       | –               | –                           | –             | –                   | –         | –                     | 1.kör     | Michael Stich         |
| 1997       | –               | –                           | –             | –                   | 2.kör     | Mark Petchey          | 3.kör     | Marcelo Ríos          |
| 1998       | 1.kör           | Albert Costa                | 1.kör         | Nicolas Kiefer      | 3.kör     | John van Lottum       | 2.kör     | Jevgenyij Kafelnyikov |
| 1999       | 1/2 döntő       | Jevgenyij Kafelnyikov       | 3.kör         | Félix Mantilla      | 3.kör     | Wayne Arthurs         | 4.kör     | Cédric Pioline        |
| 2000       | 2.kör           | Júnesz el-Ajnávi            | 3.kör         | Marat Szafin        | 3.kör     | Marc Rosset           | 2.kör     | Rainer Schüttler      |
| 2001       | 2.kör           | Lleyton Hewitt              | 2.kör         | Antony Dupuis       | 1.kör     | Wayne Black           | 4.kör     | Lleyton Hewitt        |
| 2002       | 1/2 döntő       | Marat Szafin                | 4.kör         | Andrei Pavel        | –         | –                     | 4.kör     | Pete Sampras          |
| 2003       | –               | –                           | –             | –                   | –         | –                     | –         | –                     |
| 2004       | –               | –                           | 1.kör         | Juan Carlos Ferrero | 2.kör     | Xavier Malisse        | 1/4 döntő | Lleyton Hewitt        |
| 2005       | 2.kör           | Karol Beck                  | 3.kör         | Nyikolaj Davigyenko | 1.kör     | Janko Tipsarević      | 3.kör     | Robby Ginepri         |
| 2006       | 4.kör           | Roger Federer               | 3.kör         | Novak Đoković       | 3.kör     | Tomas Berdych         | 1/4 döntő | Nyikolaj Davigyenko   |
| 2007       | 1/2 döntő       | Fernando González Ciuffardi | –             | –                   | 4.kör     | Roger Federer         | 1/4 döntő | Nyikolaj Davigyenko   |
| 2008       | –               | –                           | –             | –                   | 3.kör     | Andy Murray           | 2.kör     | Gilles Müller         |
| 2009       | 3.kör           | Rafael Nadal                | 4.kör         | Roger Federer       | 1/2 döntő | Roger Federer         | 3.kör     | Fernando Verdasco     |
| 2010       | 3.kör           | Jo-Wilfried Tsonga          | –             | –                   | –         | –                     | –         | –                     |
| 2011       | –               | –                           | 1.kör         | Marsel İlhan        | 1.kör     | Gilles Müller         | 3.kör     | Juan Mónaco           |
| 2012       | 2.kör           | Rafael Nadal                | 3.kör         | Richard Gasquet     | 1.kör     | Philipp Kohlschreiber | 1.kör     | Ernests Gulbis        |